# Parschenbrunner Bach
Der Parschenbrunner Bach, lokal auch Silberbach genannt, ist ein rechter Zufluss zum Göllersbach im Westen der Gemeinde Sierndorf in Niederösterreich.

## Name
Der aus Unterparschenbrunn stammende Sierndorfer Bürgermeister Franz Mahrer wollte in den 1970er-Jahren den Namen Parschenbrunner Bach als offizielle Bezeichnung etablieren. Außerhalb von Parschenbrunn ist jedoch lokal weiterhin die Bezeichnung Silberbach üblich, die sich vom Silberglanz frischen Quellwassers abgeleitet haben könnte.

## Verlauf
Der Parschenbrunner Bach entspringt westlich von Oberparschenbrunn und quert in südöstlicher Richtung den Ort sowie die Tullner Straße. Im Sierndorfer Gemeindegebiet wendet sich sein regulierter Verlauf für knappe zwei Kilometer nach Süden, wo er Unterparschenbrunn östlich passiert. Nach Ende der Regulierung frei mäandrierend dreht der Bachlauf zurück auf Südost, kreuzt zwei Regulierbauwerke zum Hochwasserschutz und unterquert danach Oberhautzental. Nach Ende der Verrohrung aus 1980 verläuft der Bach frei, die Durchquerung Unterhautzentals ist wieder reguliert. Im anschließenden Abschnitt bildet der Lauf nach Einmündung des sogenannten Baustattgrabens stärkere Mäander und umfließt die Kleingartensiedlung südlich. Ab der Brücke der Weinviertler Schnellstraße verläuft der Parschenbrunner Bach erneut reguliert, durchquert den Ort Sierndorf, bis er den Göllersbach erreicht, in den er mündet.